# Apprendimento organizzativo
L’apprendimento organizzativo è il processo o l'assieme dei processi con cui all'interno di un'organizzazione si produce, si utilizza, si mantiene, si trasferisce la conoscenza (sia tacita che esplicita).

## Forme di pensiero dell'apprendimento organizzativo
Negli anni settanta la collaborazione di Argyris e Schön ha determinato un nuovo approccio alla teoria dell'apprendimento organizzativo. Si giunge ad elaborare l'Organizzazione come un'espressione conoscitiva, dove gli attori non sono unicamente soggetti di azione, ma anche soggetti di apprendimento organizzativo, in grado di trasformare il modo di vedere la realtà nel contesto organizzativo.
Si ha pertanto una distinzione tra apprendimento individuale e apprendimento organizzativo. Possiamo parlare di apprendimento individuale quando la rivelazione e la modifica di un errore rimane conoscenza dei singoli soggetti, e non rientra come contenuto all'interno dell'organizzazione. Si parla invece di apprendimento organizzativo, quando l'individuazione di un errore e la sua correzione coinvolge l'intero apprendimento collettivo, andando a modificare le mappe cognitive utilizzate nell'organizzazione. In conclusione l'apprendimento individuale giunge alla sua realizzazione quando si trasforma in apprendimento organizzativo.
Un'altra distinzione che è sottolineata da Argyris è quella tra apprendimento a giro semplice, dove le scoperte e le correzioni degli errori consentono di mantenere i concetti principali della mappa cognitiva, e l'apprendimento a giro doppio, dove l'individuazione degli errori conduce a cambiare la mappa cognitiva, superando così definitivamente l'incompatibilità tra l'organizzazione e arricchimento della personalità.

## Rapporto tra pratica riflessiva e apprendimento organizzativo
Quando si considera il ruolo di un attore in un contesto professionale organizzativo la pratica riflessiva si collega con l'apprendimento organizzativo, stabilendo il significato totale delle azioni e gli atteggiamenti da tenere, attraverso l'interazione fra le persone, con lo scopo di produrre aspettative sociali e condivise circa le forme ed i contenuti della partecipazione instaurata, imparando ad adottare nuovi sviluppi di apprendimento.

## Concetti fondamentali dell'apprendimento organizzativo
L'apprendimento è al centro, intorno ruotano quattro concetti fondamentali:
- esperienza
- osservazione
- concettualizzazione
- verifica.

## Processo fondamentale per favorire l'apprendimento Organizzativo
Il percorso è così formato:
- Fornire gli strumenti
- Spiegazione del processo
- Valutazione dell'elaborato
- Raggiungimento dell'obiettivo didattico.

Nell'organizzazione gli strumenti si riferiscono a quelli telematici e delle infrastrutture, senza eccedere nell'accessibilità sia fisica che metodologica, intendiamo dei computer e delle aule organizzate per strumenti multimediali; le procedure si riferiscono a quelle strutturali e sociali, come possibilità di accedere a uffici pubblici per sperimentare sul campo quello che si è appreso; la valutazione si riferisce alla tendenza verso lo scopo prefissato, attraverso delle verifiche e dei test; l'obiettivo didattico che si desume dalla valutazione/verifica.

## Tipi di Apprendimento organizzativo
A seconda dell'ambito in cui si intende applicarlo si sottolineano diverse strategie:
- quelle che sottolineano l'Azione, quindi Act;
- quelle che sottolineano la Pratica, quindi Do;
- quelle che sottolineano il Conoscere, quindi Know;
- quelle che sottolineano la Relazione, quindi Meet.